# الناحية المركزية (مقاطعة بيرجند)
الناحية المركزية لمقاطعة بيرجند (بالفارسية: بخش مرکزی شهرستان بیرجند) هي ناحية في مقاطعة بيرجند التابعة لمحافظة خراسان الجنوبية في إيران. في تعداد عام 2006، كان عدد سكانها 196,834 نسمة في 52,986 عائلة. فيها مدينة واحدة هي: بيرجند. وستة أقسام ريفية هي: قسم ألقورات الريفي وقسم باقران الريفي وقسم فشارود الريفي وقسم كاهشنغ الريفي وقسم شاخن الريفي وقسم شاخنات الريفي.